# Гарция, Луиджи
Луиджи Гарция (итал. Luigi Garzya; род. 7 июля 1969, Сан-Чезарио-ди-Лечче, Апулия) — итальянский футболист, выступающий на позиции защитника, тренер.

## Карьера
Луиджи вырос в Лечче, где и начал заниматься футболом. В сезоне 1985/86 Луиджи дебютировал в Серии А. В 1988 году игрок перешёл в «Реджану», где пробыл год, и выиграл «промоушн» в серию А. По возвращении в «Лечче», также стал выступать в Серии А.
В 1991 году Гарцию продали «Роме», где он играл в течение трех сезонов в качестве игрока стартового состава, а затем перешел в «Кремонезе» летом 1994 года. За «лангобардов» он играл в течение двух лет. Следующим клубом стал «Бари» из Серии B. Луиджи помог «пульезе» вернуться в высший дивизион.